# Dasyhelea shannoni
Dasyhelea shannoni är en tvåvingeart som beskrevs av Ingram och John William Scott Macfie 1931. Dasyhelea shannoni ingår i släktet Dasyhelea och familjen svidknott. Inga underarter finns listade i Catalogue of Life.